# Miroslav Janek
Miroslav Janek (* 3. ledna 1954 Náchod) je český dokumentární režisér, kameraman, střihač a vysokoškolský učitel.

## Životopis
Narodil se v Náchodě. Od dětství fotografoval a od patnácti let točil amatérské filmy. Po ukončení Základní školy v Úpici v roce 1969 nastoupil na gymnázium v Trutnově, které ukončil v roce 1973. Poté pracoval jeden rok jako fotograf v Krajském kulturním středisku  v Hradci Králové. V letech 1973 až 1976 se neúspěšně ucházel o studium na FAMU. V letech 1974 – 1976 během základní vojenské služby se věnoval fotografii v Armádním uměleckém souboru Víta Nejedlého.
V letech 1976 – 1979 pracoval jako asistent filmového střihu v Československé televizi v Jindřišské ulici. V roce 1979 odešel do emigrace, do Německa. Zde se živil jako barman ve francouzské restauraci Creperie Breton v Mnichově a intenzivně studoval německý jazyk. Při pobytu v Německu natočil krátký film. O rok později odešel do Minneapolisu (USA). Zde se živil jako kameraman a střihač v dokumentární tvorbě. Natočil řadu nezávislých autorských filmů, které byly financovány z grantů. V roce 1980 se oženil s Toničkou Tomešovou. Manželka se později stala střihačkou všech jeho filmů. V letech 1982 – 1986 současně vyučoval na soukromé škole Film in Cities v Saint Paulu ve státě Minnesota střih a režii. V práci střihače a kameramana pokračoval v New Yorku, kam se s manželkou v roce 1986 přestěhovali. V letech 1994 a 1995 žili v Itálii. Z exilu se natrvalo vrátili do Prahy v roce 1996. Po návratu, v druhé polovině devadesátých let 20. století točil převážně pro Českou televizi. Na Katedře dokumentární tvorby pražské FAMU začal učit v roce 1998.

## Tvorba
Svoje fotografie vystavoval v sedmdesátých letech 20. století v Hradci Králové a  v pražském Divadle v Nerudovce. Mezi lety 1969 – 1979 natočil nebo střihal řadu amatérských šestnácti milimetrových filmů, například krátkometrážní snímky Bratrovražda a Katarze z roku 1977. Za některé své amatérské snímky získal ocenění.
Ve Spojených státech amerických natočil asi deset autorských nezávislých filmů (Visitor, Heroes, Little City in Space, Now I lay me). Spolupracoval s americkým režisérem Geofreyem Reggiem na dílech tzv. Qatsi trilogie (Koyaanisqatsi, Powaqqatsi, Naqoyqatsi), krátkometrážním snímku Anima mundi. V italském Trevisu pracovali na multimediálním projektu Fabrica.
Od roku 1993 pracoval na dokumentárních filmech pro Českou televizi. Z jeho rozsáhlé tvorby po návratu do České republiky lze jmenovat například snímek Nespatřené (1996), Bitva o život (2000), Nachové plachty (2001), Chačipe (2005), Občan Havel (2008) nebo Zpověď Kateryny K. (2008). Na Mezinárodním filmovém festivalu v Karlových Varech byly promítány také jeho portréty Drahomíry Vihanové (Umanutá, 2012), Olgy Havlové (Olga, 2014) nebo Vratislava Brabence (Evangelium podle Brabence, 2014). Ve svých dokumentárních dílech je spíše spoluhráčem svých hrdinů než režisérem. Jeho filmy jsou často tvořeny pásmy či kolážemi.

### Filmografie

#### ČSSR
- 1969 – 1979 – téměř 40 krátkých filmů, na kterých se podílel jako režisér, kameraman a střihač.

#### USA a jiné země v zahraničí
- 1982 – FORECLOSURE – nezávislý hraný film – 22 min. (kamera, střih)
- 1982 – FINDER KEEPERS – hraný film – 30 min. (střih)
- 1983 – VISITOR – nezávislý hraný film – 23 min. (režie, střih)
- 1983 – HEROES – nezávislý dokumentární film – 60 min. (režie, střih)
- 1983 – TRADITION BEARERS – dokumentární film – 60 min. (střih)
- 1984 – ST. CLOUD SLEEP – 30 min. (kamera, střih)
- 1984 – LITTLE CITY IN SPACE – dokumentární film podpořený Jerome Foundation, St. Paul, American Film Institute, National Endowment for the Arts – 60 min. (režie, střih a kamera)
- 1984 – ST. GERMAIN – Theater de la Jeune Lune MPLS – 3 min. (režie, střih a kamera)
- 1985 – U FILM SOCIETY – University Film Society – 3 min. (režie, střih a kamera)
- 1985 – VALO – hraný film – 30 min. (kamera, produkce)
- 1985 – FOUR ON THE FLOOR – Videoklip s Minnesota Opera Co. – (střih)
- 1985 – DAYTIME MOON – 9 min. (střih)
- 1986 – GOOD MAN IN THE WOODS – celovečerní dokumentární film, režie Michael Loukinen – 86 min. (kamera a střih)
- 1987 – POWAQQATSI – celovečerní film, režie Geoffrey Reggio, hudba Philip Glass – 90 min. (střih)
- 1987 – JOHN HUSTON AND THE DUBLINERS – dokumentární film o Johnu Hustonovi při režírování jeho posledního filmu – 60 min. (střih)
- 1988 – SERRA PELADA – videoklip na hudbu Philipa Glasse
- 1988 – K.O. KIPPERS – komedie – 30 min. (režie a střih)
- 1988 – NOW I LAY ME – hraný film (režie)
- 1989 – MILOŠ FORMAN STORIES – dokument – 60 min. (střihový poradce)
- 1989 – OLD EXPLORERS – hraný film s Jamesem Whitmorem a José Ferrerem – (střih)
- 1990 – MEDICINE FIDDLE – celovečerní dokumentární film, režie Michael Loukinen – 80 min. (kamera a střih)
- 1991 – ANIMA MUNDI – dokumentární film, režie Geoffrey Reggio, hudba Philip Glass – 30 min. (střih)
- 1991 – CONCIERTO POR LA TERRA – showscan film pro světový veletrh v Seville – 15 min. (střih)
- 1992 – THE ART OF COLLABORATION – dokumentární portrét Kena Tylera – 80 min. (střih)
- 1992 – HOCKNEY AND OPERA – pět skečů pro celovečerní dokument o Davidu Hockneym – 56 min. (střih)
- 1993 – WILLIAM KENNEDY’S ALBANY – dokumentární film o spisovateli a jeho městě – 60 min. (střih)
- 1994 – MEXICO HOY – IMAX film, prod. Children Museum, Mexico City – 40 min. (střih)
- 1995 – EVIDENCE – dokumentární film, režie Geoffrey Reggio, hudba Philip Glass, produkce Fabbrica, Italy – 8 min. (střih)
- 1996 – COSMIC VOYAGE – IMAX film – 40 min. (střih)
- 1999 – BADOLATO – dokumentární film o jihoitalské vesnici – 80 min. (kamera)

#### Česká republika
- 1993 – SEDUM DESET NEČTINY – dokumentární film o průběhu mezinárodních hereckých stáží, které se odehrávají v rekonstruované barokní kapli v západních Čechách – 60 min (režie a kamera)
- 1995 – O KRÁLÍKOVI A HOSTECH – dokumentární film o Letní filmové škole v Uherském Hradišti – 30 min. (režie a kamera)
- 1996 – ZEMSKÝ RÁJ – dokumentární film o světě Ostravska prostřednictvím tří fotografů a jejich pojízdného ateliéru – 20 min. (režie a kamera)
- 1996 – NESPATŘENÉ – dokumentární film o nevidomých dětech, které fotografují – 53 min. (režie a kamera)
- 1997 – BAROKNÍ OPERA – filmová adaptace loutkového představení Divadla bratří Formanů – 38 min. (režie)
- 1997 – POSLEDNÍ SLOVAN – dokumentární portrét Antonína Horáka, kameramana a pamětníka ze zlínských ateliérů – 24 min. (režie a kamera)
- 1997 – KDO JE… JIŘÍ KRÁLÍK – dokumentární portrét organizátora Letní filmové školy a autora Projektu 100 – 24 min. (režie a kamera)
- 1999 – HAMSA, JÁ JSEM – dokumentární film o nevidomých studentech pražské Konzervatoře Jana Deyla – 58 min. (režie a kamera)
- 1999 – PREVIANTI – dokumentární výjevy ze života vesnických muzikantů – 58 min. (režie a kamera)
- 1999 – ČLOVĚK A JEHO PÁN – dokument o psech a lidech – 58 min. (režie a kamera)
- 2000 – BITVA O ŽIVOT – dokumentární kronika přelomového roku na vesnici v Orlických horách – 88 min. (spolurežisér a spolukameraman)
- 2001 – NACHOVÉ PLACHTY – dokumentární film inspirovaný stejnojmenným představením Divadla bratří Formanů a literárními texty Alexandra Grina – (režie a kamera)
- 2002 – NAQOYQATSI – život jako válka; závěrečný film trilogie režiséra Geoffrey Reggia a Philipa Glasse (Koyaanysqatsi, Powaqqatsi, Naqqoyqatsi) (střihová spolupráce)
- 2005 – VIERKA – příběh malé Vierky ze slovenské romské osady, jíž se i s rodinou ujala zpěvačka Ida Kellarová, aby se spolu s ní stala hvězdou
- 2005 – CHAČIPE – koláž obrazů z dětského domova, jejímiž spoluautory se staly děti samy. Film je společnou hrou dětí a režiséra.
- 2008 – OBČAN HAVEL – dokument o deseti letech života bývalého českého prezidenta Václava Havla.

## Ocenění
- 1996 – Nespatřené, Cena za nejlepší dokumentární film ex aequo na MFF Karlovy Vary
- 2008 – Občan Havel, Evropské filmové ceny, nejlepší dokumentární film
- 2008 – Občan Havel, Český lev 2008, nejlepší dokumentární film
- 2014 – Olga, Český lev 2014, nejlepší dokumentární film
- 2015 – Filmová lázeň, Český lev 2015, nejlepší dokumentární televizní film nebo seriál
- 2016 – Normální autistický film, Cena české filmové kritiky (2016), nejlepší dokumentární film
- 2016 – Normální autistický film, Český lev 2016, nejlepší dokumentární film[5]